# Gavialis
Gavialis é um gênero de crocodilianos da família Gavialidae.

## Espécies
- Gavialis gangeticus (Gmelin, 1789)
- †Gavialis bengawanicus Dubois, 1908
- †Gavialis browni? Mook, 1932
- †Gavialis lewisi? Lull, 1944
- †Gavialis leptodus?
- †Gavialis pachyrhynchus? Lull, 1944
- †Gavialis curvirostres?
- †Gavialis breviceps? Pillgrim, 1912
- †Gavialis hysudricus?
- †Gavialis papuensis?